# Ванян, Альберт Андраникович
Альберт Андраникович Ванян (арм. Ալբերտ Անդրանիկի Վանյան; 29 января 1932, Ленинакан или Эривань — 5 июля 2022, Ереван) — советский армянский детский хирург; доктор медицинских наук (1974), профессор (1975), заведующий кафедрой детской хирургии Ереванского медицинского института (1975—1997).

## Биография
В 1957 году окончил лечебный факультет Ереванского медицинского института, в 1965 году — аспирантуру по детской хирургии в Центральном институте усовершенствования врачей (Москва)т.
С 1965 года преподавал на кафедре детской хирургии Ереванского медицинского института (в 1975—1997 — заведующий кафедрой). В 1967 году организовал детское отделение грудной хирургии (ныне — в медицинском центре «Сурб Аствацамайр»). Работает хирургом-консультантом медицинского центра «Сурб Аствацамайр».

## Научная деятельность
Основные направления исследований:
- Неотложная хирургия органов дыхания у детей.
- Реконструктивно-восстановительные операции при пороках развития органов дыхания, пищеварения и мочеполовой системы у детей.
- Модификация и совершенствование ряда пластических операций[2].

Автор более 80 научных работ.

### Избранные труды
- Ванян А. А. Изменение функции внешнего дыхания в пред- и послеоперационном периодах при операциях на легких по поводу хронических легочных нагноений у детей : Автореф. дис. … канд. мед. наук.. — Ереван, 1966. — 17 с.
- Ванян А. А. Неотложная диагностика и тактика лечения острых хирургических заболеваний органов дыхания у детей : Автореф. дис. … д-ра мед. наук. — Ереван : [б. и.], 1974. — 34 с.[6]
- Диагностика важнейших хирургических заболеваний у детей. — 1973.
- Рокицкий М. Р., Ванян А. А. Клиника, диагностика и лечение стафилококковых деструкций легких у детей. — Казань: Татар. кн. изд-во, 1974. — 208 с. — 5000 экз.

## Награды
- Знак «Отличнику здравоохранения СССР»